# Artmajeur Magazine
Artmajeur Magazine est un magazine trimestriel en français, spécialisé dans l'Art Contemporain, disponible en version digitale et en version papier.

## Histoire
Artmajeur Magazine a été fondé à Montpellier en 2017 par Nicolas Sarazin, directeur artistique de la plateforme éponyme Artmajeur  avec pour but d'atteindre le public en dehors d'internet.

## Ligne éditoriale
Le contenu du magazine inclut des œuvres d'art, interviews d'artistes,,,, actualités artistiques internationales et des articles de fond qui abordent peinture, dessin, sculpture, photographie, design et histoire de l'art.

## Audience et distribution
Artmajeur Magazine est diffusé par abonnements, et distribué lors de salons et foires d'art. Le magazine dispose d'une audience de 75 000 lecteurs pour la version papier, et 400 000 lecteurs pour la version numérique téléchargeable.